# Markell Onufrijewitsch Popel

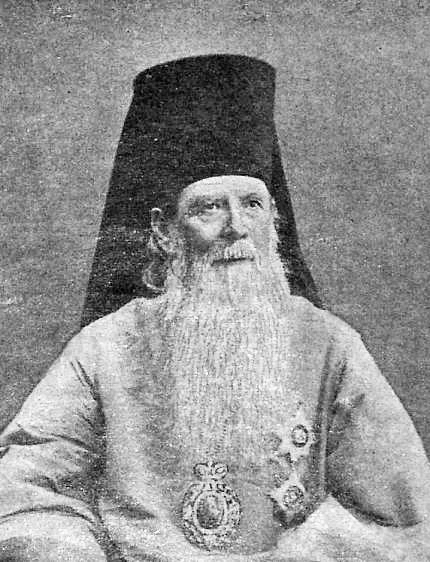
Bischof Markell Popel

Markell Onufrijewitsch Popel (auch: Marcian, russisch Маркелл Онуфриевич Попель; * 31. Dezember 1825 in Halytsch; † 29. September 1903 in St. Petersburg) war ein russisch-orthodoxer Bischof ukrainischer Herkunft.

## Leben und Wirken
Popel wurde in eine adlige griechisch-katholische Familie geboren. An der deutschen Schule in Halytsch besuchte er vier Klassen und im Anschluss das Gymnasium in Butschatsch. Er absolvierte ein Studium an der philosophischen Fakultät der Universität in Tschernowitz und studierte Theologie in Lemberg und Wien.
1850 wurde Popel zum griechisch-katholischen Priester geweiht und erhielt eine Anstellung als Pastor in Butschatsch. Außerdem unterrichtete er u. a. als Russisch- und Religionslehrer an Gymnasien in Ternopil und Lemberg. Er war literaturinteressiert und veröffentlichte eigene Texte in verschiedenen Zeitungen.
1864 verwitwet, übersiedelte Popel 1866 mit seinen zwei Söhnen nach Moskau, von wo aus er 1867 mit weiteren russophilen Geistlichen nach Chełm wechselte. Dort war er am  unierten Priesterseminar als Dozent für Moraltheologie und Liturgie tätig war. Er erhielt die russische Staatsangehörigkeit und verantwortliche Positionen in der Verwaltung der Diözese und diente als Pastor in der Kathedrale von Chełm.
Popel war maßgeblich an der Auflösung der griechisch-katholischen Diözese und ihrer „Konversion“ zur russisch-orthodoxen Kirche beteiligt, ein Vorgang, der von ukrainischen Quellen meist als gewaltsame Zwangskonversion, in russisch-orthodoxen Texten auch als „Wiedervereinigung“ beschrieben wird. Im Jahr 1871 leitete er eine Delegation nach St. Petersburg, wo er um Aufnahme der 120 Gemeinden seiner Diözese in die orthodoxe Kirche bat.
Im Anschluss an die Auflösung und den Übergang zur Orthodoxie wurde Popel 1875 zum Bischof von Lublin ernannt; im Dezember 1878 zum Bischof der Diözese Kamjanez-Podilskyj. 1882 wurde er Bischof von Polozk und Witebsk.
Er starb 1903 in St. Petersburg und wurde dort beigesetzt.